# シルヴァン・アラン
シルヴァン・ジュリアン・ヴィクトル・アラン（Sylvain Julien Victor Arend、1902年8月6日 – 1992年2月18日）はベルギーの天文学者である。
ベルギー、リュクサンブール州のRobelmontに生まれた。ブリュセル自由大学に学んだ。1928年から1967年に引退するまでベルギー王立天文台で働いた。位置天文学の分野に貢献し、新星Scuti 1952を発見し、1956年4月に、明るさが最大で0等級に達したC/1956 R1アラン・ローラン彗星をジョルジュ・ローランとともに発見した。
他に周期彗星49P/アラン・リゴー彗星、50P/アラン彗星を発見し、50以上の小惑星を発見した。発見した小惑星のなかには、アモール群の(1916) ボレアスやトロヤ群の(1583) アンティロクスが含まれる。
小惑星(1502) アレンダ(Arenda)はアランの名から命名された。